# Norfund
Norfund, officiellt Statens investeringsfond for næringsvirksomhet i utviklingsland,  är ett norskt, av staten helägt företag ("særlovsselskap"), vilket inrättades efter ett beslut i Stortinget 1997 som verktyg för norskt utvecklingsbistånd till fattiga länder. 
Norfund har huvudkontor i Oslo och lokalkontor i Thailand, Costa Rica, Kenya, Sydafrika och Ghana. 
Vid slutet av 2020 hade Norfund en investeringsportfölj på 28,4 miljarder norska kronor, fördelat på 170 projekt. Organisationen hade 2020 96 anställda. År 2020 tillförde staten 1,82 miljarder norska kronor i kapital. 
Norfund har bland annat tillsammans med Statkraft etablerat vattenkraftföretaget SN Power. Detta företag såldes 2020 till Scatec ASA.